# Långtjärnen (Burträsks socken, Västerbotten, 716109-173549)
Långtjärnen är en sjö i Skellefteå kommun i Västerbotten och ingår i Bureälvens huvudavrinningsområde.